# Don Rehfeldt

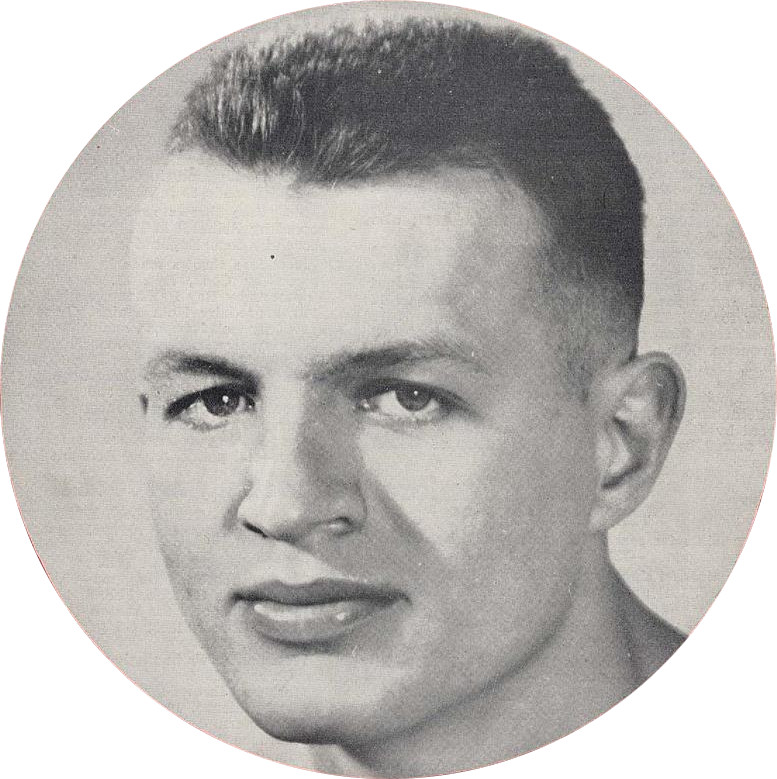

Don Rehfeldt (7 de janeiro de 1927 — 16 de outubro de 1980) foi um jogador norte-americano de basquete profissional que disputou duas temporadas na National Basketball Association (NBA). Foi selecionado pelo Baltimore Bullets como a segunda escolha geral no draft da NBA em 1950.